# L'Oiseau-Lyre
L'Oiseau-Lyre är ett skivbolag (ursprungligen dock bildat som ett musikförlag 1932) som har blivit internationellt känt genom utgivningar av barockmusik. Bland annat har man gett ut inspelningar av engelska orkestern Adademy of Ancient Music, under ledning av Christopher Hogwood.